# Österreichische Hofkanzlei
Die Österreichische Hofkanzlei war seit der frühen Neuzeit bis 1848 eine Behörde für die österreichischen Erblande.

## Geschichte

### Ursprünge
Vorläufer entstanden als einfache Schreibstube unter Kaiser Maximilian I. und wurde später ausgebaut. Als eigenständige Einrichtung wurde sie um 1526 von Ferdinand I. gestärkt, aber 1559 mit der Reichshofkanzlei des Heiligen Römischen Reichs vereinigt. Seither war diese zunächst auch zuständig für österreichische Angelegenheiten.

### Trennung von der Reichshofkanzlei (1620)
Nach der siegreichen Niederschlagung des Böhmischen Ständeaufstandes begann Kaiser Ferdinand II. mit der Einleitung von Verwaltungsveränderungen, um die Einheit der österreichischen Erblande zu verstärken. Im Jahr 1620 wurde die österreichische Hofkanzlei verselbständigt.
So entstand neben der Reichshofkanzlei eine „österreichische Hofkanzlei“ ausschließlich für die Erbländer.
Dafür wurden dem Reichshofrat die Kompetenzen für die Bearbeitung der österreichischen Angelegenheiten entzogen. Erster Hofkanzler war Johann Baptist Verda von Verdenberg.
Die Hofkanzlei war zuständig für Niederösterreich (Erzherzogtum Österreich), Innerösterreich (Steiermark, Kärnten, Krain und die Länder bis zur Adria) und Oberösterreich (Tirol und Vorderösterreich). Sie war als zentrale Verwaltungs- und Finanzbehörde zuständig für die deutschsprachigen Teile der Habsburger Besitzungen.
Zunächst bloß Kanzleifunktion ausübend, wurde die Hofkanzlei bald zu einer zentralen Behörde (unter anderem Appellationsgericht). Die Hofkanzlei diente damit auch als hoher Gerichtshof.
Neben der österreichischen wurden in Wien auch eine ungarische und eine böhmische Hofkanzlei geschaffen. Später kamen Hofkanzleien für Siebenbürgen, die österreichischen Niederlande und den Besitzungen in Italien (der frühere Consejo de Italia) hinzu. An der Spitze der österreichischen Hofkanzlei stand der Hofkanzler. Dieser war stets Mitglied im Geheimen Rat und hatte zunächst einen starken politischen Einfluss.
Ihre Aufgaben umfassten Ende des 17. Jahrhunderts Justiz- und Verwaltungsangelegenheiten. Die Österreichische Hofkanzlei trat gegenüber der Reichshofkanzlei zusehends in Konkurrenz. Der Reichsvizekanzler verlor vermehrt seinen Einfluss in der Geheimen Konferenz, seine Beteiligung wurde nur noch an Reichsangelegenheiten betreffenden Sitzungen für notwendig erachtet.
Im Jahr 1654 wurde die Hofkanzlei zu einer kollegalistischen Behörde umgestaltet. Dabei wurde ihr die Zuständigkeit für Finanz- und Militärfragen genommen. Unter Kaiser Joseph I. wurde die Hofkanzlei in zwei Abteilungen aufgeteilt. Die eine war für politische, die andere für juristische Fragen zuständig. Seit 1705 gab es daher zwei Kanzler.

### Abspaltung der Staatskanzlei
Nachdem sich die außenpolitische Abteilung (das so genannte Haus-, Hof- und Staatsdepartement) der Österreichischen Hofkanzlei zunehmend verselbständigt hatte, zog Maria Theresia daraus die Konsequenz und gründete 1742 die Geheime Haus-, Hof- und Staatskanzlei, kurz „Staatskanzlei“ genannt. Bedeutende Kompetenzen insbesondere die der Außenpolitik gingen an die Geheime Haus-, Hof- und Staatskanzlei über. Damit verfügte die Habsburgermonarchie erstmals über ein eigenes Außenministerium, zu dessen Kompetenzen aber auch Angelegenheiten des Herrscherhauses (Haus Habsburg) gehörten. Für die diese Kanzlei gründete Maria Theresia 1749 ein eigenes Haus-, Hof- und Staatsarchiv.

### Directorium in publicis et cameralibus
1749 wurde die österreichische Hofkanzlei mit der Böhmischen Hofkanzlei zum Directorium in publicis et cameralibus (Direktorium für öffentliche und Kameralangelegenheiten) vereinigt, an dessen Spitze Friedrich Wilhelm von Haugwitz als Präsident stand. Die Mitglieder des Directoriums trugen den Titel Geheimer Referendarius und Hofrat. Vorbild für das Directorium war das preußische General-Ober-Finanz-Kriegs- und Domainen-Direktorium. Die Justizangelegenheiten gingen an die Oberste Justizstelle über. Die Amtsräume des Directoriums waren gleich wie die ihres Justiz-Pendants in der Wipplingerstraße 7, im Palais der früheren böhmischen Hofkanzlei, in Wien untergebracht.

### Vereinigte Hofkanzlei
Im Jahr 1761 wurden die Finanzsachen an die Hofkammer übertragen und das Directorium in k.k. vereinigte böhmisch-österreichischen Hofkanzlei umbenannt. Sie war nun so etwas wie das Innenministerium für die Böhmischen und Österreichischen Länder. Unter Joseph II. ging die Hofkanzlei 1782 in der vereinigten Hofstelle auf. Diese Behörde wurde allerdings bereits 1791 wieder aufgelöst. Ab 1797 waren österreichische und böhmische Hofkanzlei wieder getrennt. Im Jahr 1802 neu geordnet, gab es erneut eine Vereinigte Hofkanzlei bis 1848. Ihre Kompetenzen gingen danach auf das k.k. Innenministerium über.

## Österreichische Hofkanzler
1527–1742; bis 1620 der Reichskanzlei unterstellt, bis 1742 auch für die Außenpolitik zuständig:
- 1527 Leonhard Freiherr von Harrach
- 1528–1539 Bernhard von Cles, Bischof von Trient, Kardinal
- 1539–1544 Georg Gienger von Rotteneck (auch Reichsvizekanzler)
- 1544–1558 Jakob von Jonas (auch Reichsvizekanzler)
- 1558–1563 Georg Sigmund Seld (1551–1563 auch Reichsvizekanzler)
- 1563–1577 Johann Baptist Weber (zugleich Reichsvizekanzler)
- 1577–1587 Siegmund Vieheuser (zugleich Reichsvizekanzler)
- 1587–1594 Jacob Kurz von Senftenau (zugleich Reichsvizekanzler)
- 1594–1597 Johann Wolf Freymann von Oberhausen (zugleich Reichsvizekanzler)
- 1597–1606 Rudolf Coradutz (zugleich Reichsvizekanzler)
- 1606–1612 Leopold Freiherr von Stralendorf (ab 1607 auch Reichsvizekanzler)
- 1612–1620 Hans Ludwig von Ulm (bis 1627 Reichsvizekanzler)

1620 Trennung von der Reichskanzlei
- 1620–1637 Johann Baptist Verda (1623 Freiherr, 1630 Graf) von Verdenberg
- 1637–1656 Johann Mathias Prücklmayer (ab 1647 Freiherr von Goldegg)
- 1656–1665 Hans Joachim Graf Sinzendorf
- 1667–1683 Johann Paul Hocher Freiherr von Hohengran
- 1683–1693 Theodor Althet Freiherr (1685 Graf) von Strattmann
- 1694–1705 Julius Friedrich Graf Bucellini

1705 wird ein erster Hofkanzler für die politica und ein zweiter Hofkanzler für die juridica eingesetzt. Hofkanzler für die juridica waren
- 1705–1715 Philipp Ludwig Graf Sinzendorf
- 1715–1735 Georg Christoph von Stürkh
- 1735–1742 Johann Friedrich II. von Seilern

Hofkanzler für die politica wurde 1705 Johann Friedrich von Seilern, der Verfasser der Pragmatischen Sanktion. Ihm folgte nach seinem Tod 1715 Philipp Ludwig Graf Sinzendorf. Mit seiner Ernennung zum dirigirenden Minister für die Außenpolitik beginnt die Liste der Außenminister der Habsburgermonarchie.

## Räte und Sekretäre
- Jakob Spiegel (1522–1526)

## Gebäude der Hofkanzlei

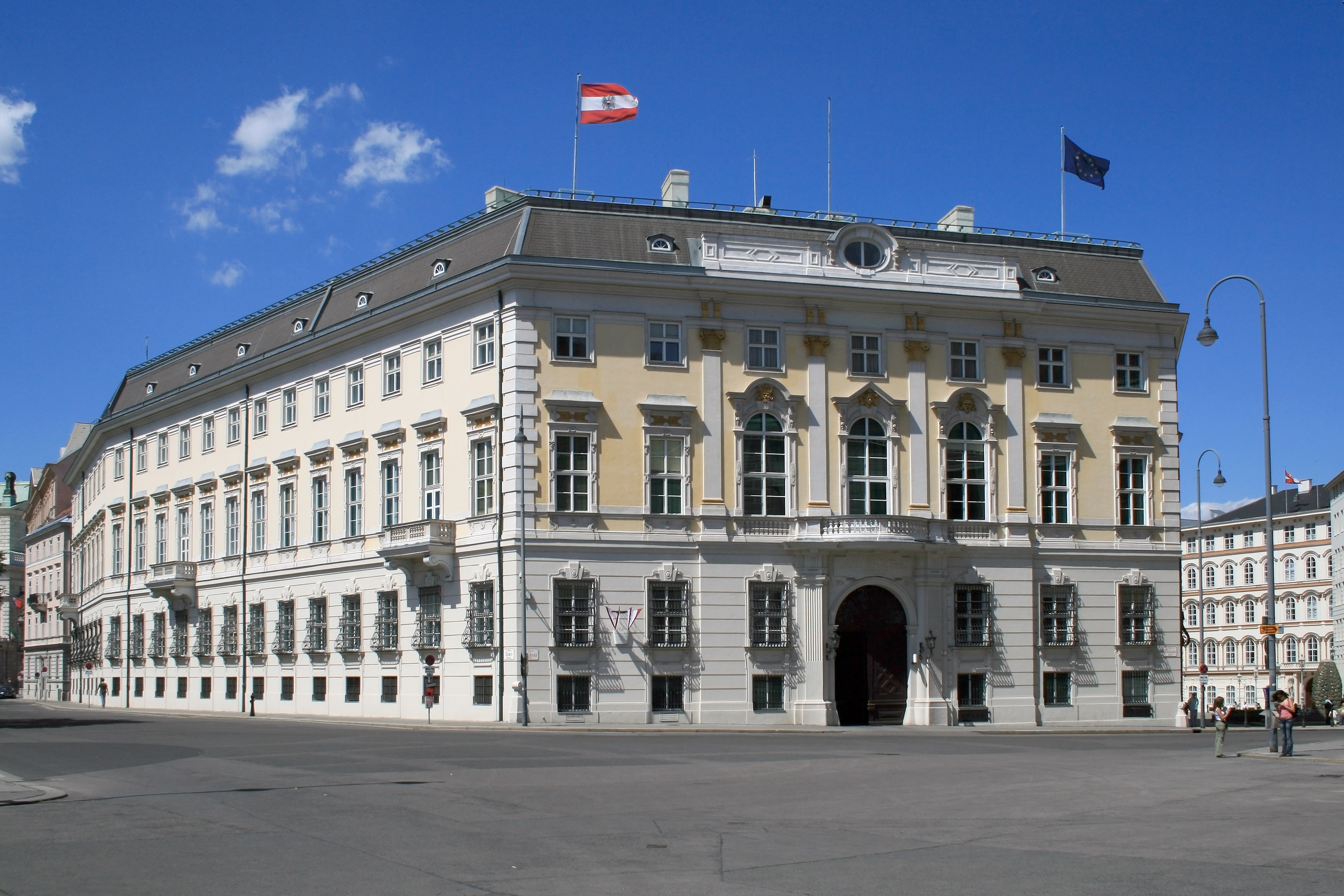
Gebäude der Österreichischen Hofkanzlei, heute Bundeskanzleramt

Das Gebäude der Österreichischen Hofkanzlei am heutigen Ballhausplatz in Wien wurde von 1717 bis 1719 von Johann Lucas von Hildebrandt erbaut. Es beherbergt heute das Bundeskanzleramt.